# Аэродромный тягач
Аэродромный тягач — специальный автомобиль, предназначенный для буксировки летательных аппаратов по аэродрому.

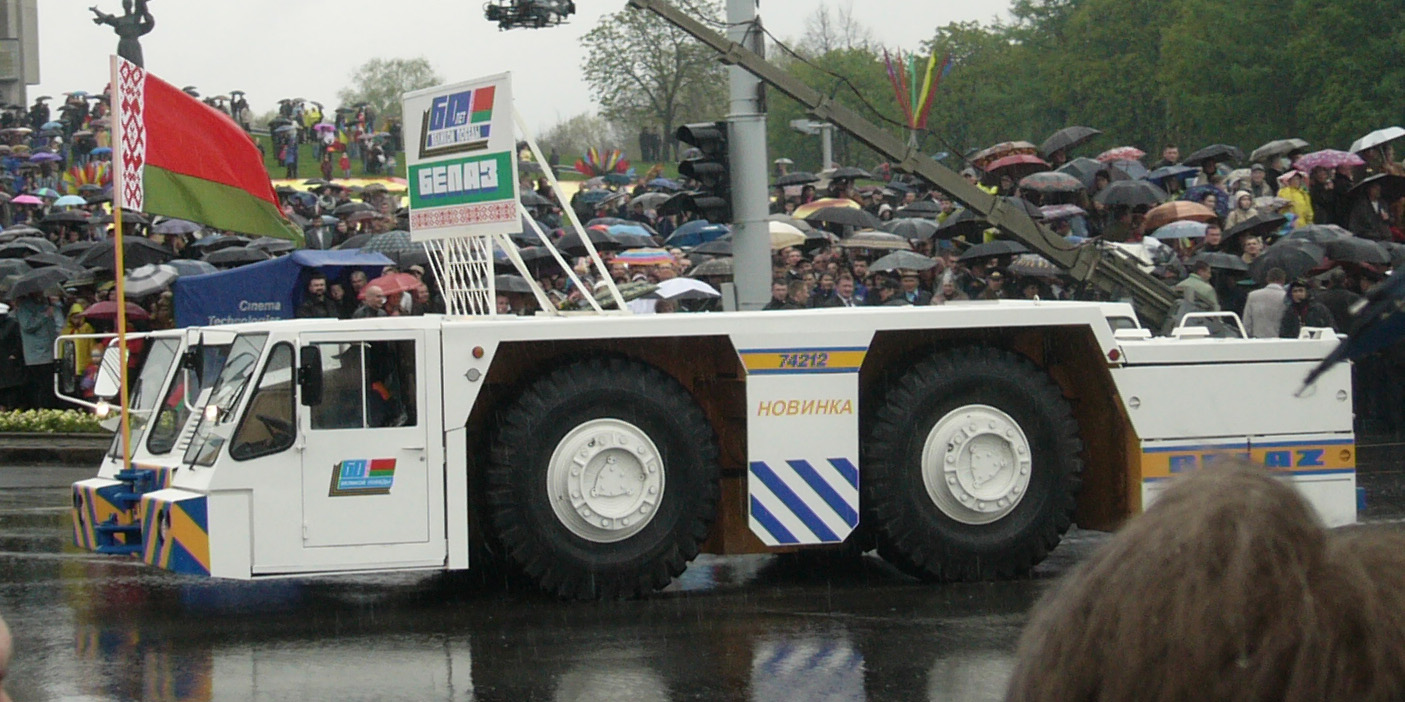
Аэродромный тягач БелАЗ 7421

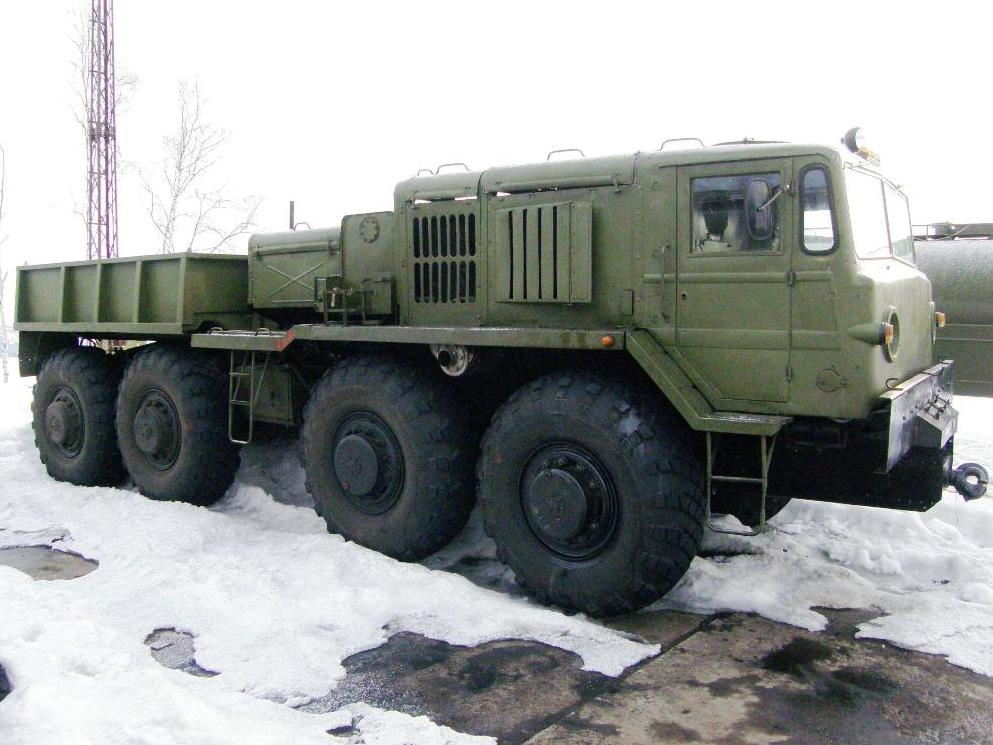
Аэродромный тягач КЗКТ-537Л «Ураган»

Для увеличения обзорности при маневрировании тягача и при буксировании задом кабину водителя (в случае наличия двух кабин — переднюю) размещают выше основного шасси. Некоторые тягачи имеют подъёмную кабину, которая обеспечивает водителю отличный обзор при точном маневрировании задним ходом, например, для подачи тягача под буксируемый самолёт. Имеет низкий профиль для того чтобы помещаться под нос большинства самолётов. Для улучшения сцепления с дорожным покрытием применяются шины большего диаметра, чем требуется для движения самого тягача, а также дополнительный балласт.
Аэродромные тягачи имеют исполнение в двух видах: обычные и безводильные. Обычный тягач буксирует самолёт с помощью жёсткой сцепки — буксировочного водила, подсоединяемого к передней стойке шасси самолёта. При этом поворотный механизм стойки переключается в так называемый буксировочный режим или режим самоориентирования, и позволяет разворачивать стойку тягачом. Необходимо отметить, что буксировка - достаточно сложный процесс, требующий от водителя тягача специальной подготовки и навыков. Буксировочные водила не унифицированы и имеют разные типоразмеры под разные летательные аппараты. Безводильный тягач захватывает переднюю стойку шасси манипулятором и приподнимает её (возможны варианты). Безводильный тягач имеет несколько преимуществ, также такая буксировка проще в техническом плане.

## Применение
Для относительно небольших летательных аппаратов в качестве тягачей применяются любые спецавтомобили, применяемые для технического обслуживания и обеспечения. 
Воздушные суда авиации общего назначения часто буксируются легковыми автомобилями повышенной проходимости или пикапами.
Буксировку истребителей, штурмовиков и фронтовых бомбардировщиках на аэродромах в СССР осуществляли грузовиками типа КрАЗ-214, а позже — КрАЗ-225. Для более тяжёлых самолётов (до 200 т) на советских аэродромах много лет применялись аэродромные тягачи на базе балластного тягача МАЗ-537Г. Имеются и специализированные аэродромные тягачи типа МоАЗ-7915.